# NGC 7317
NGC 7317は、ステファンの五つ子銀河を構成する銀河の1つである。ペガスス座に位置する。